# Tierra y Libertad, Villa de Cos
Tierra y Libertad är en ort i Mexiko.   Den ligger i kommunen Villa de Cos och delstaten Zacatecas, i den centrala delen av landet, 600 km nordväst om huvudstaden Mexico City. Tierra y Libertad ligger 2 031 meter över havet och antalet invånare är 501.
Terrängen runt Tierra y Libertad är en högslätt. Runt Tierra y Libertad är det mycket glesbefolkat, med 5 invånare per kvadratkilometer. Närmaste större samhälle är Villa de Cos, 18,2 km söder om Tierra y Libertad. Omgivningarna runt Tierra y Libertad är i huvudsak ett öppet busklandskap.